# Región de Kanem
Kanem es una de las 23 regiones administrativas de la República de Chad (Decretos N ° 415 / PR / MAT / 02 y 419 / PR / MAT / 02) cuya ciudad capital es la ciudad de Mao. Corresponde a la antigua prefectura de Kanem.

## Demografía
El territorio que abarca Kanem se extiende sobre una superficie de 114.520 km², que son el hogar de más de 300.000 personas.
Los grupos étnicos principales son los daza (28.45 %), los kanembou (60,54 %), los árabes (2 %) y otras etnias (entre ella europeos) (9,01 %).

## Subdivisiones
La región de Kanem se divide en 3 departamentos, desde 2008:
| Departamento | Capital | Subprefecturas                  |
| ------------ | ------- | ------------------------------- |
| Kanem        | Mao     | Mao, Kekedina, Melèa, Wadjigui  |
| Nord Kanem   | Nokou   | Noukou, Rig Rig, Ziguey, Ntiona |
| Wadi Bissam  | Mondo   | Mondo, Am Doback                |

## Separación
En 2008 se produce la creación de una nueva región, la Región de Barh El Gazel, disminuyendo la extensión de territorio de Kanem.